# Sendangrejo (Madiun)
Sendangrejo is een bestuurslaag in het regentschap Madiun van de provincie Oost-Java, Indonesië. Sendangrejo telt 1716 inwoners (volkstelling 2010).